# Große Aula der Ludwig-Maximilians-Universität München

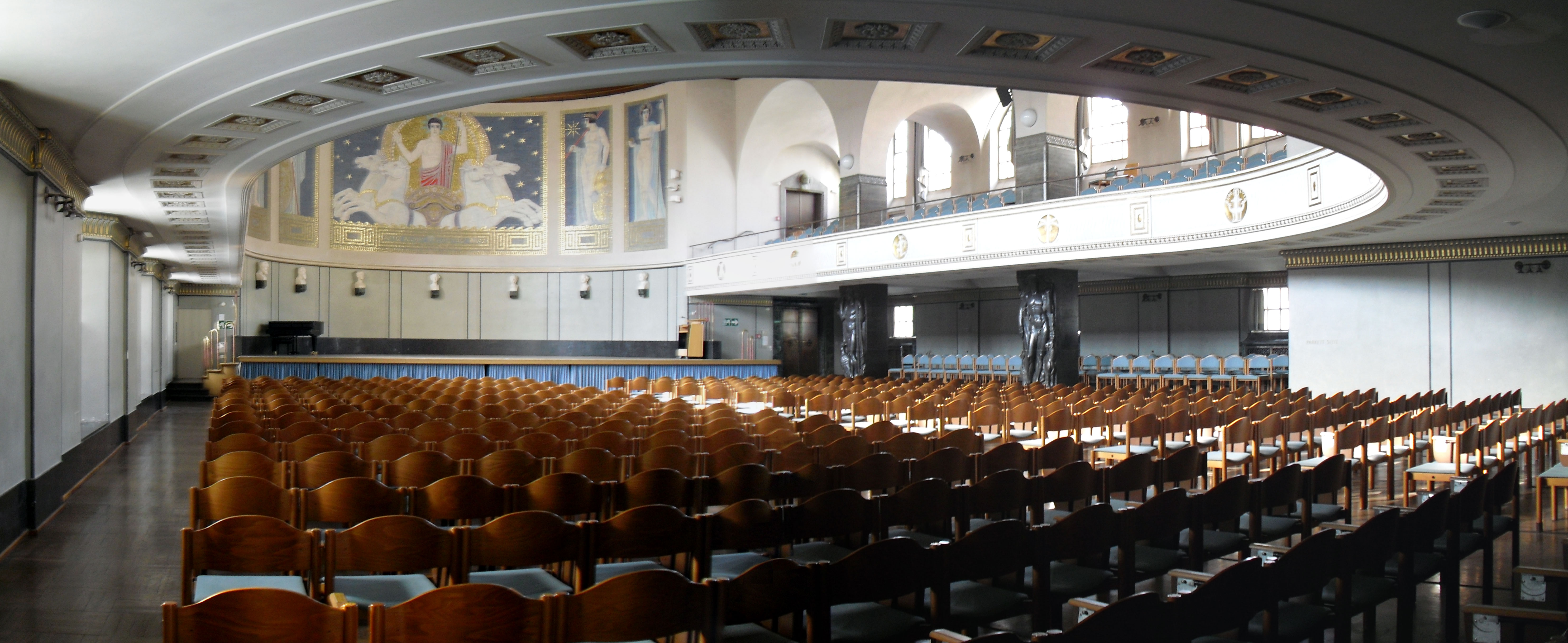
Große Aula

Die Große Aula der Ludwig-Maximilians-Universität München befindet sich im Hauptgebäude der Ludwig-Maximilians-Universität an der Ludwigstraße in München. Die Aula wurde als Teil der Erweiterung des Hauptgebäudes von German Bestelmeyer geplant und 1911 fertiggestellt. Sie liegt im ersten Obergeschoss im Südflügel des Gärtner-Baus und reicht in das zweite Obergeschoss.
Während des Zweiten Weltkrieges war die Aula weitgehend unzerstört geblieben. Sie war somit in der Nachkriegszeit einer der wenigen nutzbaren großen Räume in München. Daher fanden in der Aula die ersten Nachkriegskonzerte statt. Außerdem fand dort 1946 die verfassungsgebende Landesversammlung des Freistaates Bayern statt, in der die neue bayerische Verfassung am 26. Oktober 1946 angenommen wurde. Aus diesem Grund wurde die Große Aula im Jahr 2020 vom Bayerischen Landtag zusammen mit zwölf weiteren Orten als einer der „Orte der Demokratie in Bayern“ benannt. Auf Empfehlung eines wissenschaftlichen Beirates sollen damit Schauplätze, an denen bayerische Demokratiegeschichte geschrieben wurde, im öffentlichen Raum mit einem Gedenkobjekt sichtbar gemacht werden.
Heute finden in der Großen Aula vor allem Konzerte, Vorträge und Vorlesungen statt, u. a. seit 1988 die jährliche Verleihung des Geschwister-Scholl-Preis. Bemerkenswert ist der humanistische Leitspruch, „Strahl des Helios, schönstes Licht“, der mittig an der Wand hinter dem Podium zu lesen ist. Hiermit wird der Erkenntnisgewinn als zentrales Thema des Saales deutlich.